# Hampton's Legion
 (signalé en juin 2025).
Si vous disposez d'ouvrages ou d'articles de référence ou si vous connaissez des sites web de qualité traitant du thème abordé ici, merci de compléter l'article en donnant les références utiles à sa vérifiabilité et en les liant à la section « Notes et références ».
- Archive Wikiwix
- Bing
- Cairn
- DuckDuckGo
- E. Universalis
- Gallica
- Google
- G. Books
- G. News
- G. Scholar
- Persée
- Qwant
- (zh) Baidu
- (ru) Yandex
- (wd) trouver des œuvres sur Wikidata

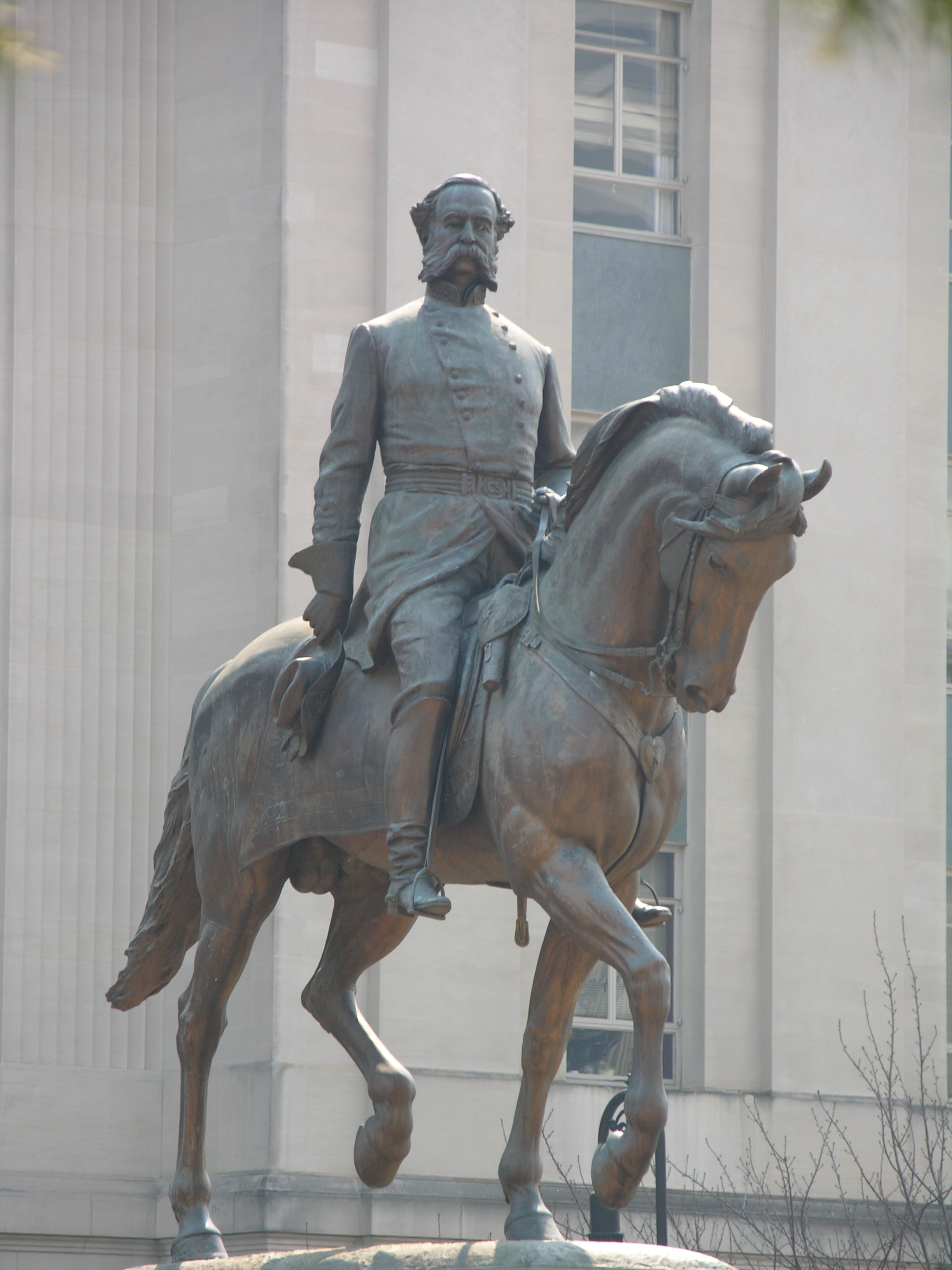
Statue de Wade Hampton III près du Capitole de l'État de Caroline du Sud.

La Hampton's Legion (« Légion de Hampton ») est une unité militaire de la guerre de Sécession des États confédérés d'Amérique, organisée et partiellement financée par le riche planteur de Caroline du Sud Wade Hampton III.
Initialement composés de bataillons d'infanterie, de cavalerie et d'artillerie, la Hampton's Legion a participé à pratiquement toutes les campagnes majeures sur le théâtre oriental, de la première à la dernière bataille.